# Midsummer High Weekend
Midsummer High Weekend war ein Rockkonzert, das am Samstag, dem 29. Juni 1968, in London stattfand. Es war das erste einer Serie von kostenlosen Freiluftkonzerten im Hyde Park, die von Blackhill Enterprises veranstaltet wurden.
Vor Headliner Pink Floyd traten zunächst Roy Harper, Jethro Tull und Tyrannosaurus Rex auf. Am gleichen Tag erschien Pink Floyds zweites Album A Saucerful of Secrets. Pink Floyd spielten drei Stücke des neuen Albums, dazu Interstellar Overdrive von ihrem im Jahr zuvor erschienenen Debütalbum The Piper at the Gates of Dawn.

## Titelfolge
- Pink Floyd
  - Let There Be More Light
  - Set the Controls for the Heart of the Sun
  - A Saucerful of Secrets
  - Interstellar Overdrive